# TV版!ミッドナイト☆パーティー
TV版!ミッドナイト☆パーティー（てれびばん!ミッドナイト☆パーティー）は、1994年11月から1995年9月にTBSテレビ（東京放送）で放送された深夜番組。
当時の東京放送はラジオとの兼営局であったことから、TBSラジオで平日帯の深夜（0:00〜3:00）に放送していた「シンデレラドリーム ミッドナイト☆パーティー」を木曜日深夜（金曜日未明）2:30〜3:00に限って、ラジオとテレビのサイマル放送（同時生放送）を行った番組である。

## 放送時期など
- 放送局：TBSテレビ
- 放送期間：1994年11月24日深夜（25日未明）～1995年9月28日（29日未明）
- 放送時間：木曜深夜（金曜午前）2:30～3:00
  - 但しプロ野球中継や特別編成の場合は開始時間を繰り下げ・短縮して放送するか、休止することもあった。
  - 1995年9月28日深夜（29日未明）放送の最終回には10分繰り下げ、特別にラジオの通常放送が終了した3:00から10分間テレビだけの放送を行った。

## 主なパーソナリティ
- 黒住祐子（1995年4月よりTV版専門となる）
- 四元都華咲（同上）
- 蛭田有希子
- 坂井美唯子
- 平松まゆき
- 石本祥
- 松任谷玉子
- 後藤明子（1995年4月〜）　ほか

## 概要
TBSラジオ第6スタジオやTBSテレビPスタジオ（パノラマスタジオ）という専用スタジオからの生放送で、オープニングの後に黒住祐子が衣装を着替える「祐子の試着室」（後述）から番組がスタート。その後はラジオ番組らしくテーブルトークで番組を進行した。ただしフリップを見せたり、激辛のアイスクリームやチョコレートを食べる等全体的に、テレビを意識して物を多用した企画が多かった。
1995年4月以降は黒住祐子と四元都華咲がTV版専門担当となりTV版の専用スタジオから、黒住に代わってラジオのメインとなった蛭田有希子と後藤明子がラジオのスタジオから上下の2画面構成で番組を進めた。「祐子の試着室」はなくなった。
ラジオ番組であるが、ラジオ・テレビ同時放送の時間帯はテレビの音声メインでラジオを放送していた。ただし、ジングル（サウンドステッカー）はラジオの音をそのまま放送した。

## 祐子の試着室
TV版最初のコーナー「祐子の試着室」では、毎回メインパーソナリティの黒住祐子が別の衣装に着替えるという「テレビ」の特長を利用したコーナーであった。ただし、テレビ放送前（ラジオ放送単独）の時間にも既に同コーナーが行われていることが多く、あるテーマに沿って私服からコスプレに着替えていたため、その場合、TV版では最初からコスプレの姿で登場していた。
内容は、試着室風に白いカーテンの奥に黒住が隠れ、カーテン越しに別の衣装に着替えを行うもの。カーテン奥からライトを当てていたため、着替え中の姿が影で見えていた。その間、ラジオでは着替えの状況を伝え、テレビでは音楽を流しながら『※TBS Radio 954KHzでは、着替え中の祐子ちゃんの声を放送しています。』と字幕表示していた。
このコーナーに限って番組とは無関係の局内にいる男性陣まで見に来たという。

## その他のTV版の特徴
- コーナー開始時に『コーナー名』が手書きされたフリップを、また、宛先を伝える際は『宛先』が手書きされたフリップをカメラに映した。当然ながら宛先は「TBSラジオ」宛であった。
- リクエスト曲が流れている間、パーソナリティはリズムに合わせて首を左右に動かしながら聴いていた。また、数回はパーソナリティ自らの曲を流し、その時は生で歌っていた。
- CM入りはテレビ・ラジオ同時であるが、CM明けはテレビが10秒ほど先であることが多く、ラジオがCM明けになるまでの間はパーソナリティやスタッフが声・音付きで何らかのパフォーマンスを披露した。そのため一部の回ではラジオのCM明けに、その時の漏れた声・音が流れることがあった[2]。

## 参考
- 当時ラジオのほうはTBSラジオのほかに、北海道放送（HBC・北海道）、山陽放送（RSK・岡山）、RKB毎日放送（RKB・福岡）、琉球放送（RBC・沖縄）にもネットされており、いずれもテレビとの兼営局でテレビはJNN（TBS）系列だったが、これらの局へのTV版のネットはしなかった。
- 東京放送（TBS）は2001年10月に、ラジオ放送免許をラジオ制作部門子会社のTBSラジオ&コミュニケーションズに継承したため、兼営局ではなくなった。

TBSはテレビ放送免許のみ残り、関東地区でのラテ兼営局はNHKと放送大学のみとなった（その後放送大学の地上波放送は終了した）。また、TBSは2009年4月の完全放送持株会社化に伴い、テレビ制作部門子会社のTBSテレビに免許を継承、TBSの略称もTBSテレビの略称として引き継がれ、東京放送は東京放送ホールディングスに社名が、略称がTBSHDにそれぞれ変更された。
- ラジオの深夜番組のレギュラーでのテレビ同時生放送は2006年4月〜12月にNHKラジオ第1の「ラジオ深夜便」が日曜深夜（月曜午前）0:00〜1:00（ただし第2日曜深夜を除く）に限りNHKBSハイビジョン（BShi）で「眠れないあなたへ　ラジオ深夜便より」というタイトルで放送していた。

過去にも僅かながらBShiや総合テレビでも特番という形で行っている。なお同時放送の場合はラジオの音声メインでテレビで放送している